# パイナップルカッター
パイナップルカッター（英: pineapple cutter）は、パイナップルを切るのに用いられる専用の調理器具の一種。

## 形状
手持ち式の器具であり、その様態は一端に持ち手、他端に傾斜した刃を持つ切削部が付いており、間を金属の円筒が占める。切削部が果肉を螺旋状にくり抜いていき、円筒内に芯が入る。

## 使用方法
事前にナイフ等でパイナップル果実の上部（葉が付いている側）を水平に切っておかねばならない。
パイナップル果実の切断面からパイナップルカッターの円形の刃部をねじ込んでいくと、カッターがパイナップルの果肉を螺旋状に切断し、同時に芯も取り除く。
果実の下端部まで切り進んだら、器具を垂直に引き上げて果肉を取り出す（取り出した果肉は包丁やナイフで切り分けて喫食する）。
パイナップルの皮に食い込んだり、また逆に果肉を無駄に切断したりしないよう、さまざまな大きさのパイナップルカッターがある。

## 「パイナップルの芯抜き」
「パイナップルの芯抜き」して知られるパイナップルカッターは、より単純な構造を持ち、パイナップル果実から芯のみを取り除く。「パイナップルの芯抜き」は一般的なパイナップルカッターと同様に見えるものの、パイナップルの果肉をらせん状に切断する刃は備え付けられていない。

パイナップルカッター
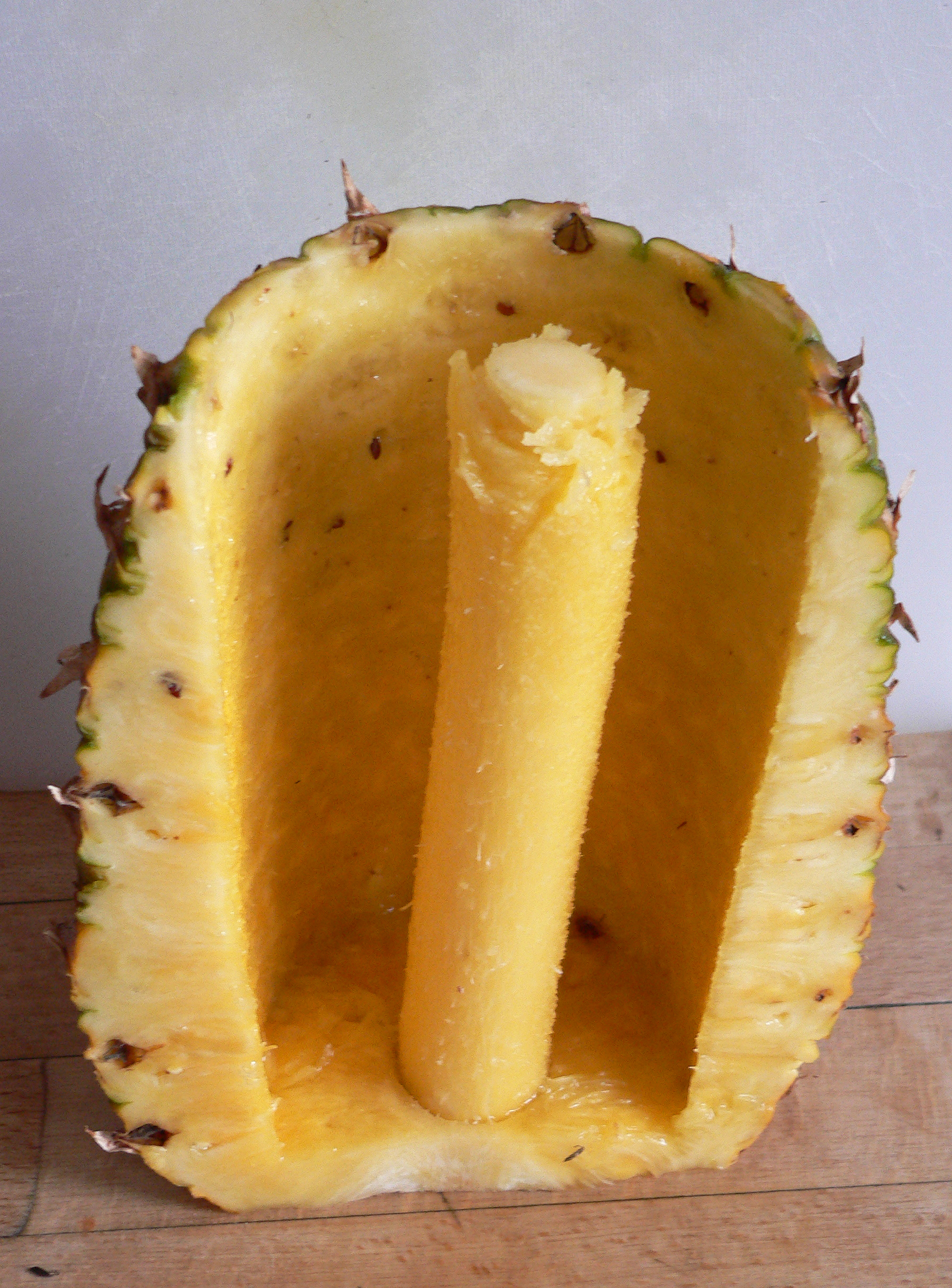